# Benoît Broutchoux
Benoît Broutchoux (ur. 7 listopada 1879 - zm. 2 czerwca 1944) – francuski anarchista przeciwnik reformisty Emile Basly w czasie strajku w północnej Francji, w 1902 roku.

## Życiorys
Urodził się w Essertenne, Saône-et-Loire, niedaleko Montceau-les-Mines, najstarszy z ośmiorga dzieci Sébastien Broutchoux, hutnika.
W 1898 roku znalazł się w Paryżu, pracował na placu budowy drogi zwanej "Subway". To właśnie wtedy zaczął obracać się kręgach związkowców i anarchistów.
Wrócił do Monceau-les-Mines wiosną 1900 roku, będąc nadal zwolennikiem ruchu anarcho-związkowego. W dniu 2 czerwca 1900, po gwałtownej przemowie na pogrzebie przyjaciela został aresztowany i skazany za obrazę rządu.
W 1902 roku został zatrudniony pod fałszywym nazwiskiem w Lens. W październiku tego roku wybuchł strajk na 8 godzin. Był przeciwnikiem związków "starych" górników ruchów reformatorskich kontrolowanych przez Emile'a Basly. Był ponownie skazany za "naruszenie wolności do pracy" i "kradzieży tożsamości".
Został zwolniony z więzienia w 1903 roku, a następnie zaangażował się w redakcję gazet "Le Réveil Syndical" L'Action Syndicale. W 1906 roku wziął udział w Kongresie Amiens organizowanym przez Confédération générale du travail (CGT), dotyczącym związków zawodowych, z Georges'em Dumoulinem i Pierre'em Monatte'em.
W sierpniu 1907 roku brał udział w Międzynarodowym Kongresie Anarchistycznym w Amsterdamie. Kongres skupiał się na relacji pomiędzy związkami zawodowych i anarchizmem. Był świadkiem silnej opozycji między Monate i Errico Malatesta: Monate obrońca rewolucyjnego ruchu związkowego z jednej strony, a Malatesta, twierdzący, że ruch związkowy może być tylko reformistyczny z drugiej.
Krótko przed Kongresem uciekł policji po spotkaniu, które odbyło się w proteście przeciwko aresztowaniu jego przyjaciela André Lorulot. W styczniu 1912 r. został skazany na rok więzienia po ucieczce z kolonii karnej, jednak wyszedł z aresztu po siedmiu miesiącach, w wyniku amnestii.
Aresztowany ponownie w 1914 roku, po odnotowaniu "Livret B"(nielegalnych listów związanych z ruchem anarchistycznym). Brał udział w Lille Congress CGT w 1921 r.
W 1925 roku jego stan zdrowia pogorszył się. W 1931 roku, jego syn, Germinal, został zabity przez policję w wieku 26 lat.
W 1940 roku, zubożały i schorowany, schronił się w Villeneuve-sur-Lot i zmarł w dniu 2 czerwca 1944 roku.